# La Salle-en-Beaumont
La Salle-en-Beaumont – miejscowość i gmina we Francji, w regionie Owernia-Rodan-Alpy, w departamencie Isère.
Według danych na rok 1990 gminę zamieszkiwało 278 osób, a gęstość zaludnienia wynosiła 30 osób/km² (wśród 2880 gmin regionu Rodan-Alpy La Salle-en-Beaumont plasuje się na 1351. miejscu pod względem liczby ludności, natomiast pod względem powierzchni na miejscu 1178.).